# SN 2005jl
SN 2005jl – supernowa typu Ia odkryta 23 października 2005 roku w galaktyce A213256-0041. W momencie odkrycia miała maksymalną jasność 22,20m.